# Jiří Šimánek (lední hokejista)
Jiří Šimánek (* 6. října 1978 České Budějovice) je bývalý český lední hokejista. Naposledy oblékal dres ČEZ Motoru České Budějovice, kde taky ukončil svou kariéru.

## Hráčská kariéra
S hokejem začínal ve svých pěti letech v týmu HC České Budějovice, kde se v průběhu sezony 1997/98 propracoval do A-mužstva. Premiérový zápas v extralize za "áčko" si připsal v dresu Českých Budějovic 4. ledna 1998 proti Spartě Praha (prohra 2:3). Během angažmá v Budějovicích, za které hrál nejvyšší soutěž i první ligu, rovněž krátce působil v klubech IHC Písek, KLH Vajgar Jindřichův Hradec, Vsetínská hokejová a Bílí Tygři Liberec. S českobudějovickým týmem získal v ročníku 2007/08 v lize bronzovou medaili. Představil se s ním také dvakrát na European Trophy a jednou v Lize mistrů IIHF. Před sezonou 2012/13 byl zvolen kapitánem svého mužstva.

### Mountfield HK
V roce 2013 odešel do nově vzniklého extraligového klubu Mountfield HK z Hradce Králové, kam se tehdy přesunul celý českobudějovický tým. Krátce po přesunu si s mužstvem zahrál na turnaji European Trophy v severní divizi, kde Hradec skončil v konfrontaci s kluby Luleå HF (Švédsko), EC Red Bull Salzburg (Rakousko), HC Škoda Plzeň, HC Kometa Brno, Kärpät Oulu (Finsko), Hamburg Freezers a Eisbären Berlín (oba Německo) na osmém nepostupovém místě. V březnu 2016 podepsal s vedením týmu nový dvouletý kontrakt. S Hradcem se představil na konci roku 2016 na přestižním Spenglerově poháru, kde bylo mužstvo nalosováno do Torrianiho skupiny společně s celky HC Lugano (Švýcarsko) a Avtomobilist Jekatěrinburg (Rusko) a skončilo v základní skupině na druhém místě. Ve čtvrtfinále poté vypadlo po prohře 1:5 nad evropským výběrem Kanady. V ročníku 2016/17 s klubem poprvé v jeho historii postoupil v nejvyšší soutěži do semifinále play-off, kde byl tým vyřazen pozdějším mistrem – Kometou Brno v poměru 2:4 na zápasy, ale Šimánek společně se spoluhráči a trenéry získal bronzovou medaili.

## Ocenění a úspěchy
- 2004/2005 Postup s klubem HC České Budějovice do ČELH
- 2007/2008 Bronzová medaile s klubem HC České Budějovice
- 2013/2014 Nejvíce vstřelených vítězných branek ELH
- 2016/2017 Bronzová medaile s klubem Mountfield HK
- 2019/2020 Postup s ČEZ Motor České Budějovice do ELH

## Klubové statistiky
| Sezona    | Klub                       | Soutěž          | Základní část | Základní část | Základní část | Základní část | Základní část | Play off | Play off | Play off | Play off | Play off |
| Sezona    | Klub                       | Soutěž          | Z             | G             | A             | B             | TM            | Z        | G        | A        | B        | TM       |
| --------- | -------------------------- | --------------- | ------------- | ------------- | ------------- | ------------- | ------------- | -------- | -------- | -------- | -------- | -------- |
| 1997/1998 | HC České Budějovice        | Česká extraliga | 01            | 0             | 0             | 0             | 0             | —        | —        | —        | —        | —        |
|           | IHC Písek                  | 0 1. česká liga | 07            | 02            | 04            | 06            | 0             | —        | —        | —        | —        | —        |
| 1998/1999 | HC České Budějovice        | Česká extraliga | 03            | 0             | 0             | 0             | 02            | —        | —        | —        | —        | —        |
|           | IHC Písek                  | 0 1. česká liga | 25            | 12            | 06            | 18            | 0             | —        | —        | —        | —        | —        |
|           | Jindřichův Hradec          | 0 1. česká liga | 01            | 0             | 0             | 0             | 0             | —        | —        | —        | —        | —        |
| 1999/2000 | HC České Budějovice        | Česká extraliga | 41            | 08            | 06            | 14            | 12            | 03       | 01       | 0        | 01       | 0        |
| 2000/2001 | HC České Budějovice        | Česká extraliga | 43            | 11            | 10            | 21            | 20            | —        | —        | —        | —        | —        |
| 2001/2002 | HC České Budějovice        | Česká extraliga | 41            | 14            | 06            | 20            | 43            | —        | —        | —        | —        | —        |
| 2002/2003 | HC České Budějovice        | Česká extraliga | 44            | 06            | 06            | 12            | 20            | 04       | 01       | 0        | 01       | 0        |
| 2003/2004 | HC České Budějovice        | Česká extraliga | 41            | 05            | 02            | 07            | 10            | —        | —        | —        | —        | —        |
| 2004/2005 | HC České Budějovice        | 0 1. česká liga | 43            | 18            | 13            | 31            | 10            | 11       | 01       | 02       | 03       | 14       |
|           | Vsetínská hokejová         | Česká extraliga | 01            | 01            | 01            | 02            | 0             | —        | —        | —        | —        | —        |
| 2005/2006 | HC České Budějovice        | Česká extraliga | 44            | 12            | 09            | 21            | 18            | 10       | 02       | 04       | 06       | 0        |
| 2006/2007 | HC Mountfield              | Česká extraliga | 52            | 17            | 07            | 24            | 18            | 11       | 01       | 02       | 03       | 0        |
| 2007/2008 | HC Mountfield              | Česká extraliga | 52            | 18            | 11            | 29            | 14            | 12       | 0        | 0        | 0        | 0        |
| 2008/2009 | HC Mountfield              | Česká extraliga | 22            | 04            | 04            | 08            | 18            | —        | —        | —        | —        | —        |
|           | Bílí Tygři Liberec         | Česká extraliga | 26            | 06            | 04            | 10            | 12            | —        | —        | —        | —        | —        |
| 2009/2010 | HC Mountfield              | Česká extraliga | 51            | 06            | 08            | 14            | 26            | 05       | 02       | 0        | 02       | 14       |
| 2010/2011 | HC Mountfield              | Česká extraliga | 51            | 13            | 08            | 21            | 20            | 06       | 01       | 01       | 02       | 34       |
| 2011/2012 | HC Mountfield              | Česká extraliga | 52            | 13            | 12            | 25            | 28            | 05       | 02       | 01       | 03       | 02       |
| 2012/2013 | HC Mountfield              | Česká extraliga | 52            | 18            | 13            | 31            | 26            | 05       | 01       | 0        | 01       | 0        |
| 2013/2014 | Mountfield HK              | Česká extraliga | 47            | 25            | 17            | 42            | 16            | 06       | 02       | 03       | 05       | 06       |
| 2014/2015 | Mountfield HK              | Česká extraliga | 46            | 14            | 21            | 35            | 26            | 04       | 02       | 01       | 03       | 04       |
| 2015/2016 | Mountfield HK              | Česká extraliga | 41            | 04            | 10            | 14            | 18            | 05       | 01       | 03       | 04       | 0        |
| 2016/2017 | Mountfield HK              | Česká extraliga | 52            | 09            | 22            | 31            | 20            | 11       | 02       | 0        | 02       | 04       |
| 2017/2018 | Mountfield HK              | Česká extraliga | 31            | 3             | 4             | 7             | 12            | 1        | 1        | 0        | 1        | 4        |
| 2018/19   | ČEZ Motor České Budějovice | Chance liga     | 38            | 11            | 9             | 20            | 26            | 9        | 0        | 0        | 0        | 12       |
| 2019/20   | ČEZ Motor České Budějovice | Chance liga     | 43            | 12            | 13            | 25            | 12            | —        | —        | —        | —        | —        |